# Мило, Паскаль
Паскаль Мило (алб. Paskal Milo; 18 августа 1952, Palasë, Химара) — албанский историк, политик, лидер Партии социальной демократии Албании. Он также был членом народного собрания Албании с 1992 года, профессор албанского и зарубежной литературы. Мило занимал различные должности в албанском правительстве в конце 1990-х – начале 2000-х годов, в частности был министром иностранных дел (1997–2001).
Окончил Университет Тираны и имеет степень доктора философии. После работы министром иностранных дел Албании, он был министром по европейской интеграции в 2001–2002 годах.